# William Hung
William James Hung Hing Cheong (tradicional Chinês: William Hung, Chinês Simplificado: William Hung, Cantones Yale: Hung2 Hing3 Cheung4, Pinyin: Kǒng Qingxiang) (nascido em 13 de janeiro de 1983) é um cantor que ganhou fama em 2004, inicialmente no American Idol e, posteriormente, com autoria própria.
Originalmente de Sha Tin, Hong Kong, Hung mudou-se para Camden, em New Jersey, no ano de 1993. Antes de fazer sucesso musical graduou-se na Universidade da Califórnia, em Berkeley.

## Discografia
| 2004                                | Inspiration - Label: Koch Entertainment               | 34 | 1  | - Vendas nos EUA: 240,000 |
| 2004                                | Hung for the Holidays - Label: Koch                   | —  | 22 |                           |
| 2005                                | Miracle: Happy Summer from William Hung - Label: Koch | —  | —  |                           |
| "—" denotes the album didn't chart. |                                                       |    |    |                           |